# Xã Oakland, Quận Mountrail, Bắc Dakota
Xã Oakland (tiếng Anh: Oakland Township) là một xã thuộc quận Mountrail, tiểu bang Bắc Dakota, Hoa Kỳ. Năm 2010, dân số của xã này là 26 người.